# Берёзовский Лог
Берёзовский Лог, Берёзовый Лог — упразднённый в 1986 году посёлок Караидельского поселкового Совета народных депутатов Караидельского района Башкирской АССР. Ныне на территории Магинского сельсовета  Караидельского района Республики Башкортостан.

## История
Основан в 1931 году. Здесь находился спецпосёлок  № 8, он же «БерЛог».
Первые ссыльные прибыли в 1930 году, их семьи доставляли в Берёзовый Лог с марта 1931 года. ссыльные из пяти районов Башкирии: Аургазинского, Бирского, Благовещенского, Дюртюлинского и Кигинского. Ссыльные отстроили спецпоселение:
заложили комендатуру, баню, столовую, магазин, больницу и жилые бараки (в основном на шесть квартир). Чуть позже, по прибытии семей, школу, детский сад и клуб.
В справочнике на 1 июня 1952 года Берёзовский Лог не обнаружен.
В 1956 году во вновь образованный Магинский сельсовет вошли п. Ачит, п. Берёзовый лог и п. Магинск. В 1969 году после реорганизации посёлки вошли в состав Караидельского поссовета.
По состоянию на 1 января 1969 года, 1 июля 1972, 1 сентября 1981 года посёлок Берёзовый Лог входил в Караидельский поссовет, преобладающая национальность — татары.
На 1 января 1969 года число жителей — 116.
Исключён из учётных данных Указом Президиума ВС Башкирской АССР от 12.12.1986 № 6-2/396 «Об исключении из учётных данных некоторых населённых пунктов»).

## География
Находился на р. Мага, в крупном лесном массиве.

## Инфраструктура
Лесное хозяйство.

## Транспорт
Лесные дороги.